# Eisenbahnunfall von Aracaju
Der Eisenbahnunfall von Aracaju vom 20. März 1946 war eine Entgleisung und der schwerste Eisenbahnunfall, der sich je in Brasilien ereignete. 185 Tote und 300 Verletzte waren die Folge.

## Ausgangslage
Der Unfall ereignete sich bei Aracaju im Bundesstaat Sergipe auf einer Bahnstrecke der Viação Férrea Federal do Leste Brasileiro. Der Zug war mit etwa 1.000 Reisenden von Aracaju nach Capela unterwegs. Hinter Aracaju führte die Strecke über eine steile Steigung von der Küste in das höher gelegene Hinterland.

## Unfallhergang
Die Lokomotive, der Gepäckwagen und drei Personenwagen entgleisten zwischen Laranjeiras und Riachuelo, nahe Engenho Pedrinhas bei Kilometer 458 in dem Gefälle.

## Folgen
Die meisten Opfer wurden dabei in den Wagen zerquetscht. Viele Leichen waren so verstümmelt, dass sie nicht mehr identifiziert werden konnten. Das Zugpersonal floh vom Unfallort, weil Angehörige und Reisende es zu lynchen drohten.